# زيكوينها
زيكوينها (بالبرتغالية: José Márcio Pereira da Silva‏) (17 نوفمبر 1949 في البرازيل - ) هو لاعب كرة قدم برازيلي في مركز الهجوم. لعب مع بوتافوغو ريغاتاس وغريميو بورتو أليغرينزي ونادي ساو باولو ونادي فلامنغو ودالاس تورنايدو وتامبا باي راوديز وTulsa Tornado's ‏ وتلسا رافنكس وديترويت لايتنينغ ‏ وTacoma Stars (1983–1992) ‏ وDallas Americans ‏.

## روابط خارجية
- زيكوينها على موقع ناشيونال فوتبول تيمز (الإنجليزية)